# Rain Dances
Rain Dances je páté studiové album britské rockové skupiny Camel. Nahráno bylo od února do srpna 1977 v londýnském studiu Basing Street Studios, kde se o produkci vedle skupiny samotné staral ještě Rhett Davies. Album pak vyšlo v září téhož roku na značce Decca Records.

## Seznam skladeb
| Pořadí | Název                                     | Autor                                                 | Délka |
| ------ | ----------------------------------------- | ----------------------------------------------------- | ----- |
| 1.     | First Light                               | Peter Bardens, Andrew Latimer                         | 5:01  |
| 2.     | Metrognome                                | Bardens, Latimer                                      | 4:15  |
| 3.     | Tell Me                                   | Bardens, Latimer                                      | 4:06  |
| 4.     | Highways of the Sun                       | Bardens, Latimer                                      | 4:29  |
| 5.     | Unevensong                                | Bardens, Latimer, Andy Ward                           | 5:35  |
| 6.     | One of These Days I'll Get an Early Night | Bardens, Mel Collins, Latimer, Richard Sinclair, Ward | 5:53  |
| 7.     | Elke                                      | Latimer                                               | 4:26  |
| 8.     | Skylines                                  | Bardens, Latimer, Ward                                | 4:24  |
| 9.     | Rain Dances                               | Bardens, Latimer                                      | 3:01  |

## Obsazení
Camel
- Andrew Latimer – elektrická kytara, akustická kytara, dvanáctistrinná kytara, panova flétna, flétna, bezpražcová baskytara, elektrické piano, klavír, syntezátory, baskytara, zvonkohra, zpěv, doprovodné vokály
- Peter Bardens – varhany, klavír, elektrické piano, syntezátory, clavinet
- Andy Ward – bicí, perkuse, okarína, zvonkohra, tama
- Richard Sinclair – baskytara, zpěv
- Mel Collins – altsaxofon, tenorsaxofon, sopránsaxofon, klarinet, basflétna

ostatní hudebníci
- Martin Drover – trubka, křídlovka
- Malcolm Griffiths – pozoun
- Brian Eno – syntezátory, elektrické piano, klavír
- Fiona Hibbert – harfa